# Birgea enantia
Birgea enantia är en hjuldjursart som beskrevs av Harry K. Harring och Myers 1922. Birgea enantia ingår i släktet Birgea och familjen Birgeidae. Inga underarter finns listade i Catalogue of Life.